# بكورية شاحبة
البكورية الشاحبة نوع نباتي يتبع جنس البكورية من الفصيلة النجمية.